# Mesoregione di Marília
Marília è una mesoregione dello Stato di San Paolo, in Brasile

## Microregioni
Comprende 2 microregioni:
- Marília
- Tupã